# ミュージカル南十字星
『ミュージカル南十字星』（ミュージカルみなみじゅうじせい）は、劇団四季のミュージカル作品。浅利慶太の演出により2004年に初演された。以後、断続的に上演されている。

## 作品

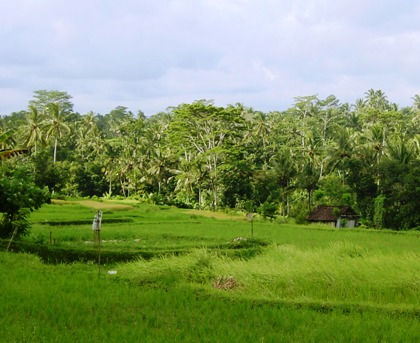
バリ島、テガララン地区のライステラス(段々畑)

太平洋戦争中の日本によるインドネシア進駐と軍政統治、BC級戦犯裁判において無実の罪で裁かれた日本軍将兵の悲劇を描いた、史実を踏まえたフィクション。演出として、水とインドネシアの（というよりバリ島の）伝統芸能を作中で多用している。

### 昭和三部作
本作は劇団四季の昭和三部作と呼ばれる作品群の一つ（残り二作は『ミュージカル李香蘭』と『ミュージカル異国の丘』）。但し、姉妹作の『異国の丘』においては九重首相と架空名にされていた近衛文麿首相は、本作品では（ナレーションで）本名で呼ばれており、三部作で作品世界がリンクしているわけではない。あくまでも「昭和の戦争」を描いた三部作という意味である。

### 作品中のインドネシアの文化と芸能

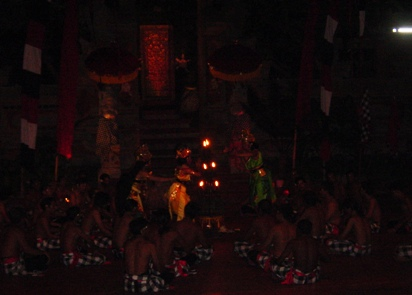
ケチャ(あるいはケチャック)ダンス

劇中に登場するインドネシアの芸能の一部はバリ島固有の文化であり、作劇に若干の混乱が見られる。バリ島はバリ・ヒンドュ教を信奉しており、イスラム教が主流のインドネシアの中において、その文化・歴史・芸術は特異なものである。特にバリ舞踏の多くはその物語性や振付にヒンドュ教の影響を色濃く残しており、「インドネシアの文化」として紹介されるには地域色が強すぎるため、違和感を覚える人もいる。
- バティック（Batik, see[:en]）聖獣バロン

インドネシアのろうけつ染め。

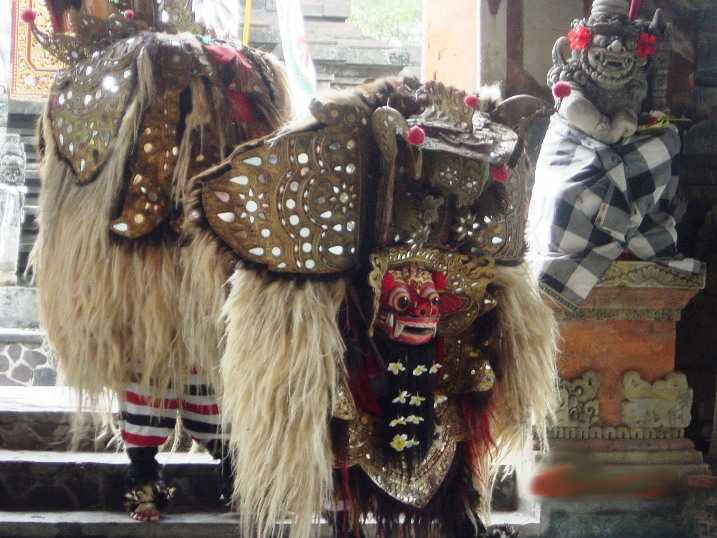
聖獣バロン

- イカット（ikat, see[:en]）

インドネシアの織物。劇中で「日本のかすりに似ているバティック」と表現されていた織物は、イカットのことと思われる（本来イカットとバティックは異なる）。
- ガムラン

インドネシアの伝統楽器によるアンサンブル。地域ごとに楽器編成に特徴があり、劇中の編成はバリ・ガムランと思われる。
- ワヤン・クリケチャ(あるいはケチャック)ダンス

インドネシアの影絵芝居。
- バロンダンス

バリ舞踏の演目の一つ。日本の獅子舞に似た聖獣バロンと魔女ランダの永遠の戦い。
- レゴンダンス

バリ舞踏の演目の一つ。数名の女性による舞踏。独立したダンスでもあるが、バロンダンス中でも踊られる。滑らかな所作と指先・目の動きが特徴的な踊り。
- ケチャダンス

バリ舞踏の演目の一つ。数十人～百数十人の男声合唱団を伴う『ラーマーヤナ』劇。
- ムルデカ

「ムルデカ」とはインドネシア語で「独立」を意味する単語。
- インドネシア・ラヤ

## 公演
- 2004年9/12～1/10 - 四季劇場・秋（東京初演）（初演）
- 2005年12/18～翌1/15 - 四季劇場・秋（東京凱旋）（戦後60年記念公演）
- 2006年4/2～5/14 - 京都劇場（京都初演）
- 2006年7/2～7/30 - 新名古屋ミュージカル劇場（名古屋初演）
- 2009年9/13～9/27- 四季劇場・秋（東京3回目）
- 2013年5/19～6/2- 四季劇場・秋（東京4回目）（劇団創立60周年記念公演）

### スタッフ
- 企画・構成・演出：浅利慶太
- 台本：劇団四季文芸部
- 作詞：浅利慶太
- 作曲：三木たかし
- 振付：加藤敬二
- 美術：土屋茂昭
- 照明：沢田祐二
- 衣裳：小林巨和
- 音楽監督：鎮守めぐみ
- ガムラン音楽製作：和田啓

### 主要キャスト
- 保科勲：阿久津陽一郎
- リナ･ニングラット：樋口麻美・大平敦子・秋夢子
- 島村中将：田代隆秀・菊池正
- 原田大尉：鈴木周
- 塚本少尉：前田貞一郎
- ニングラット博士：武見龍麿・池田英治・脇坂真人
- ルアット・ニングラット：栗原英雄・内田圭・渡久山慶
- ニルワン：藤川和彦・小出敏英・赤間清人
- キキ：高城信江・丸山知紗・大徳朋子・山中由貴・池松日佳瑠
- オットー・ウィンクラー：吉賀陶馬ワイス
- 原田春子：中野今日子・末次美沙緒・武木綿子・都築香弥子 ・佐和由梨
- 岡野教授：光枝明彦・維田修二

### 無料招待
劇団四季の昭和三部作製作理念「語り継ぐ日本の歴史」（劇団四季公式サイト内）に基づき、初演の頃より南方戦線従軍経験者を無料で公演に招待している。同じく昭和三部作の一つである『ミュージカル異国の丘』の公演では、実際のシベリア抑留体験者が無料招待の対象となっている。